# Cheracebus lugens
Cheracebus lugens é uma espécie de guigó, é um Macaco do Novo Mundo, da família Pitheciidae e subfamília Callicebinae. Ocorre no Brasil, Colômbia e Venezuela.